# Царски трон от „Свети Александър Невски“
Царският трон е част от интериора на Храм-паметник „Свети Александър Невски“ в София.

## История
Намерението на българското правителство храм-паметникът „Св. Александър Невски“ да бъде осветен на 2 август 1912 г. провокира Строителната комисия и Бюрото на проф. Померанцев да ускорят вътрешната декоративна украса, наемайки повече фирми. На 16 март 1911 г. за изпълнители на интериора на търг се явяват италиански, германски и английски фирми. Фирмата „Паоло Трискорния“ е ангажираната по Царския трон, заедно с централния иконостас с балдахина, северния и южния иконостас, за общата сума от 401 010 лв. Фирмата „Мармифера Лигуре“ амвона (с лъв подобен на тези от Царския трон), архиерейския и патриаршеския трон, както и балюстрадите пред трите иконостаса, за общо 70 388 лева. На четирите фирми са заплатени 770 173 лв., което включва мраморните и бронзовите обработки.

## Композиция
Царският трон е изпълнен от разноцветен мрамор. Трите стъпала към трона и площадката са от тъмнозелен мрамор (верде ди антико). Колоните са от серпентино ди сиена, капителите и балдахина – от алабастър. Особена красота придават инкрустацията на балдахина отгоре, в стил старобългарска шевица, гербът и позлатената бронзова корона на върха на пирамидалния покрив. На Царския трон е изпълнена и бронзовите позлата.
Ктиторският люнет, просъществувал в периода 1912 до 1945 г. на Царския трон, съзнателно и злонамерено е бил премахнат с длето и чук. От 1978 до 1996 г. се извършва реставрация на храма, която включва възстановяването на трона в първоначалния му вид.
Лъвовете, върху които са поставени предните колони на Царския трон, са от сиенски мрамор, а очите на лъвовете – от ахат. Те са повторение на лъвската фигура от амвона.